# Хейсей
Хейсей (яп. 平成 — хейсей, «настання миру») — ненґо, девіз правління попереднього імператора Японії Акіхіто та відповідна епоха японського літочислення, що тривала з 8 січня 1989 року до 30 квітня 2019 року.
Епоха Хейсей почалася після смерті імператора Хірохіто, коли його син Акіхіто вспадкував престол як 125-й Імператор Японії. За японським звичаєм, Хірохітові дали посмертне ім'я Імператор Сьова, за назвою його девізу.
Отже, 1989 рік до 7 січня вважається 64-м роком епохи Сьова, а 8 січня того ж року почався перший рік епохи Хейсей. Закінчилася епоха на своєму 31-му році 30 квітня 2019 року зі зреченням Акіхіти хризантемового престолу. Наступником став його син — коронний принц Нарухіто, Акіхіто ж отримав титул дайдзьо тенно («імператор на відпочинку»).

## Порівняльна таблиця
| Роки Хейсей             | 1    | 2    | 3    | 4    | 5    | 6    | 7    | 8    | 9    | 10   |
| Григоріанський календар | 1989 | 1990 | 1991 | 1992 | 1993 | 1994 | 1995 | 1996 | 1997 | 1998 |
| Китайський календар     | 己巳 | 庚午 | 辛未 | 壬申 | 癸酉 | 甲戌 | 乙亥 | 丙子 | 丁丑 | 戊寅 |

| Роки Хейсей             | 11   | 12   | 13   | 14   | 15   | 16   | 17   | 18   | 19   | 20   |
| Григоріанський календар | 1999 | 2000 | 2001 | 2002 | 2003 | 2004 | 2005 | 2006 | 2007 | 2008 |
| Китайський календар     | 己卯 | 庚辰 | 辛巳 | 壬午 | 癸未 | 甲申 | 乙酉 | 丙戌 | 丁亥 | 戊子 |

| Роки Хейсей             | 21   | 22   | 23   | 24   | 25   | 26   | 27   | 28   | 29   | 30   |
| Григоріанський календар | 2009 | 2010 | 2011 | 2012 | 2013 | 2014 | 2015 | 2016 | 2017 | 2018 |
| Китайський календар     |      |      |      |      |      |      |      |      |      |      |